# 根本正義
根本 正義（ねもと まさよし、1942年2月1日 - 2023年10月25日）は、日本の近代児童文学研究者、東京学芸大学名誉教授。

## 生涯
東京都荒川区生まれ。1964年立正大学文学部国文学科卒業。1971年同大学院修士課程修了。1980年東京学芸大学助教授、1991年同教授。1999年東京学芸大学附属大泉小学校校長を併任（- 2003年）、2007年定年退職、名誉教授。
2023年10月25日午前7時20分、老衰のため埼玉県朝霞市の病院で死去。81歳没。

## 著書
- 『高等学校国語教育と児童文学』三英社 (印刷者) 1964
- 『鈴木三重吉論 三重吉の綴方理論をめぐって』三崎印刷 (印刷者) 1965
- 『鈴木三重吉研究』三浦印刷 (印刷者) 1968
- 『「赤い鳥」盛衰史』高文堂出版社 1969
- 『続・鈴木三重吉研究』高文堂出版社 1970
- 『鈴木三重吉と「赤い鳥」』鳩の森書房 1973
- 『幼児教育のための児童文学 子どもの文化と絵本・幼年童話』高文堂出版社 1974
- 『昭和児童文学論』高文堂出版社 1975
- 『子どもの本の世界』高文堂新書 1976
- 『昭和児童文学案内』高文堂新書 1976
- 『高等学校国語教育と児童文学』高文堂新書 1977
- 『鈴木三重吉の研究』明治書院 国文学研究叢書 1978
- 『国語教育の遺産と児童文学』高文堂出版社 1984
- 『昭和児童文学の研究』高文堂出版社 1984
- 『国語教育の理論と課題』高文堂出版社 1987
- 『新美南吉と児童文学』高文堂出版社 1987
- 『読書教育と児童文学』双文社出版 1990
- 『国語教育の創造と読書』日本書籍 教育双書　1991
- 『児童文学のある教室』高文堂出版社 1992
- 『子どもと教育とことば』高文堂出版社 1994
- 『児童文学批評と国語教育 昭和20年代の文献と解題』高文堂出版社 1994
- 『子ども文化と教育のひずみ』高文堂出版社 現代ひずみ叢書 1996
- 『マンガと読書のひずみ』高文堂出版社 現代ひずみ叢書 1998
- 『国語教育と戦後民主主義のひずみ』高文堂出版社 現代ひずみ叢書 1999
- 『詩と童謡の校長歳時記 小学校の教育を開く言葉』1‐4　らくだ出版 2001‐2003
- 『いつくしむこころ 根本正義教育随想』書肆楽々 2004
- 『校長徒然譚』書肆楽々 2004
- 『子ども文化にみる綴方と作文 昭和をふりかえるもうひとつの歴史』KTC中央出版 2004
- 『占領下の文壇作家と児童文学』高文堂出版社 2005
- 『占領下の文壇作家と児童文学 索引』編 高文堂出版社 2005
- 『研究とエッセー文学と教育の周縁 根本正義教授定年退職記念出版』高文堂出版社 2006
- 『国語教育とマンガ文化 二十一世紀の課題と提言』ゆいぽおと 2010

### 共編著
- 『幼児文化』家田隆現共著 高文堂出版社 就学前教育全書 1986
- 『国語科教育法 資料中心』谷光忠彦,山本昌一共編 高文堂出版社 1990
- 『国語教育基本文献』編 高文堂出版社 1993

### 編纂
- 『少年小説大系 第10巻　戦時下少年小説集』編　三一書房 1990
- 『少年小説大系 第16巻　佐藤紅緑集』紀田順一郎共編 三一書房 1992
- 『少年小説大系 第27巻 少年短編小説・少年詩集』二上洋一共編 三一書房 1996